# Kloster Sembrancher
Kloster Sembrancher war von 1796 bis 1798 in Sembrancher in der Schweiz ein Kloster der Trappisten, sowie die historisch erste Klostergründung für Trappistinnen.

## Geschichte
Augustin de Lestrange, der einen Teil der Mönche des von der Französischen Revolution aufgelösten Klosters La Trappe im Frühjahr 1791 zur Neugründung nach Kloster Kartause La Valsainte in die Schweiz geführt hatte, gründete im Februar für die von dem Trappisten Gérard Boulangier (1747 bis 1795) im September 1791 nach Rüttenen-Widlisbach (1791 bis 1793) und Saint-Pierre-de-Clages (1793 bis 1796) geführten Trappisten (ebenfalls aus La Trappe) das Kloster Sembrancher bei Martigny und unterstellte es Prior Urbain Guillet.
Der Auftrag dieser Gruppe war unter anderem die Herrichtung von Gebäuden für ein Schwesternkloster, denn La Valsainte zog zunehmend klosterwillige Frauen an, deren Wunsch nach Ansiedlung Lestrange nicht ignorieren konnte. Am 14. September 1796 zogen wenige Trappistinnen unter der Oberin Marie Laigniez in das Kloster „La Sainte Volonté de Dieu“ (Der heilige Wille Gottes) ein, doch waren es ein Jahr später bereits sechzig, darunter Louise-Adélaïde de Bourbon-Condé.
Kloster Sembrancher hatte nur bis Februar 1798 Bestand, denn angesichts der vorrückenden Französischen Revolution beschloss Lestrange eine Neugründung in Orscha in Weißrussland, und als nach langer Wanderschaft ein Teil der Religiosen 1802 zurückkehren konnte und die Mönche La Valsainte bewohnten, gingen die Nonnen, soweit sie nicht im 1800 gegründeten Kloster Darfeld-Rosenthal geblieben waren, in das Kloster Riedera und von dort 1816 zurück nach Frankreich, wo und von wo sie im 19. Jahrhundert zahlreiche Klöster gründeten. Das in Darfeld und in Riedera weiterlebende Sembrancher war die Urzelle aller ehemaligen und heutigen Trappistinnenklöster in Frankreich und in der Welt.